# Stadnina koni w Kadynach
Stadnina Koni w Kadynach – położona w Kadynach (województwo warmińsko-mazurskie), powstała na bazie PGR-u w Kadynach. Stadnina funkcjonowała do końca lat 90. XX w. z komisarycznym zarządem Agencji Własności Rolnej Skarbu Państwa w ostatnich latach istnienia. Po kilkakrotnych zmianach prywatnych dzierżawców 31 grudnia 2008 nastąpiła likwidacja stadniny. Klacze zostały przeniesione do Stadniny Koni Rzeczna.

## Historia
Przed 1945 w folwarku w Kadynach, którego właścicielem był cesarz niemiecki Wilhelm II, hodowano konie trakeńskie (od miejscowości Trakehnen, gdzie rozpoczęto ich hodowlę w tamtejszej stadninie w 1732). W 1951 powstała Państwowa Stadnina Koni w Kadynach w ramach Państwowego Gospodarstwa Rolnego z użytkowaniem pałacu, w którym mieściły się biura, zabudowań folwarcznych i ponad 900 ha ziemi.

## Hodowla
Celem hodowli było uzyskanie wszechstronnego konia użytkowego dla rolnictwa. W tym celu skupowano duże klacze wschodniopruskie i przejęto konie hanowerskie z likwidowanej stadniny w Dębnie. Po dwudziestu latach ukierunkowanej hodowli można było mówić o koniach „typu kadyńskiego".

## Sport
Pod koniec lat 50. XX w. w Kadynach zaczęła działać sekcja jeździecka w skokach przez przeszkody, ujeżdżeniu i zaprzęgach. Andrzej Sałacki, kadyński jeździec, na koniu Czcionka zdobył dwukrotnie mistrzostwo Polski w ujeżdżeniu i zasłynął z ujeżdżeniowego występu bez ogłowia przed królową Elżbietą II.
Wraz z odejściem dyrektora Andrzeja Orłosia w 1998 sekcja sportowa została przeniesiona do SK Rzeczna.